# Staré Hory
Staré Hory é um município da Eslováquia localizado no distrito de Banská Bystrica, região de Banská Bystrica.

## Demografia
| Ano:        | 1994 | 2004   | 2014    | 2024   |
| ----------- | ---- | ------ | ------- | ------ |
| Broj ljudi: | 438  | 469    | 554     | 582    |
| Razlika:    |      | +7,07% | +18,12% | +5,05% |

| Ano:               | 2023 | 2024   |
| ------------------ | ---- | ------ |
| Número de pessoas: | 572  | 582    |
| Diferença:         |      | +1,74% |